# Ząbkowanie (filatelistyka)

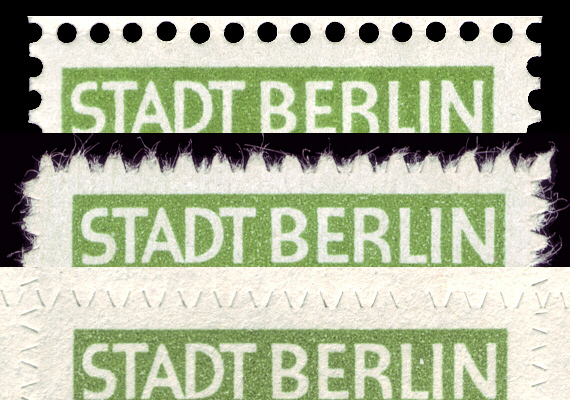

Ząbkowanie – cecha brzegów znaczka pocztowego, która jest wynikiem rozerwania perforacji arkusza przy wyrwaniu z niego znaczka.

## Ząbkowania
W zależności od sposobu wykonania perforacji rozróżnia się rodzaje ząbkowań: liniowe, grzebieniowe, ramkowe i krzyżowe.

### Ząbkowanie liniowe – ZL
Ząbkowanie liniowe powstaje w wyniku oddzielnego ząbkowania każdego rzędu poziomego i pionowego znaczków. Listwa perforująca ma przeważnie tylko jeden rząd igieł. Przy tym ząbkowaniu mogą nawet w tym samym arkuszu powstać znaczki różniące się wymiarami. Zdarzają się także częściowe braki ząbkowań lub ząbkowania wielokrotne. Charakterystyczne dla tego rodzaju ząbkowania są nieregularne naroża znaczków i na ogół przeząbkowanie wszystkich marginesów arkusza. Współcześnie jest to typ rzadko używany.

### Ząbkowanie grzebieniowe – ZG
Ząbkowanie grzebieniowe powstaje wskutek równoczesnego ząbkowania z trzech stron znaczków w jednym rzędzie. Listwa perforująca ma kształt grzebienia. Przy tym ząbkowaniu często mogą występować dwa nieregularne naroża powstające w przerwie między uderzeniami grzebienia a arkusz ma tylko jeden margines przeząbkowany.

### Ząbkowanie ramkowe – ZR
Ząbkowanie ramkowe powstaje w trakcie równoczesnego przeząbkowania całego arkusza układem krzyżujących się prostopadle listw perforujących. Znaczki charakteryzuje całkowita regularność naroży. Marginesy arkusza nie są przedziurkowane.

### Ząbkowanie krzyżowe
Powstaje przy ułożeniu igieł perforacyjnych w kształcie litery H.